# Danalia curvata
Danalia curvata is een pissebed uit de familie Cryptoniscidae. De wetenschappelijke naam van de soort is voor het eerst geldig gepubliceerd in 1878 door Fraisse.